# Turmhügel Koppenwall
Der Turmhügel Koppenwall ist eine abgegangene Höhenburg vom Typus einer Turmhügelburg (Motte) in der Nähe von Koppenwall, einem Gemeindeteil des niederbayerischen Marktes Pfeffenhausen im Landkreis Landshut. Die Anlage wird als Bodendenkmal unter der Aktennummer D-2-7337-0042 als „Turmhügel des Mittelalters“ geführt.

## Beschreibung
Der Turmhügel Koppenwall befindet sich 650 m südöstlich von der Kirche St. Bartholomäus in Koppenwall. Er liegt am rechten Talrand oberhalb der Großen Laber und des von links hier zufließenden Koppenwaller Baches. In unmittelbarer Nähe liegen auf dem Koppenberg zwei weitere Wehranlagen: 180 südöstlich von dem Turmhügel befindet sich eine frühmittelalterliche Befestigungsanlage (Aktennummer D-2-7337-0044) und 180 m nordöstlich ein frühmittelalterlicher Ringwall (Aktennummer D-2-7337-0043). In welcher Beziehung diese drei Anlagen zueinander standen, ist nicht bekannt. Alle diese Anlagen sind heute bewaldet und im Gelände schwer erkennbar.
Der Turmhügel Koppenwall ist ein auf einem Sporn steil geböschter Kegel, der vom Talrand um 25 m ansteigt und das Hinterland um 6 m überragt. Vom Hinterland ist er durch einen gebogenen Halsgraben abgetrennt. Das gewölbte rechteckige Plateau besitzt abgerundete Ecken und ist 18 × 13 m groß. Im südöstlichen Teil liegt eine 2 m tiefe Eingrabung mit einem Ausmaß von 5 × 2,5 m. Der 14 m unter dem Plateau liegende Halsgraben hat eine Außenböschung von 5 bis 7 m. Durch einen 110 m südöstlich liegenden 6 m breiten und flachen Graben ist der Turmhügel von der frühmittelalterlichen Befestigungsanlage getrennt. Am Fuße des Turmhügels und dem frühmittelalterlicher Ringwall verläuft die „Weinstraße“ von Nordwest nach Südost.
Die frühmittelalterliche Befestigungsanlage im Südosten besitzt einen hufeisenförmigen Grundriss. Die Basis verläuft als leicht gebogener Wall von etwa 0,7 m Höhe auf einer Länge von 25 m quer über den Höhenrücken; mit seinen beiden Schenkeln biegt er nach Süden um, die nach einem geradlinigen Verlauf nach 20 m auslaufen. Der umschlossene Innenraum öffnet sich ohne weitere Abgrenzung nach Süden. Der gesamte Wall wird durch einen ausgeprägten flachen Graben begleitet.
Der nordöstlich liegende frühmittelalterliche Ringwall liegt auf einer abfallenden Hangnase und verläuft 25 m über dem Talgrund, er besitzt einen unregelmäßig ovalen Grundriss. Der Innenraum hat ein Ausmaß von 25 m (in Nordost-Südwest-Richtung) und 18 m (in Nord-West-Südost-Richtung), nach Südwesten fällt er um 2 m ab. Er wird von einem bis zu 1 m hohen Randwall umschlossen. Von dem nach Osten ansteigenden Hinterland ist er durch einen 1 m tiefen Halsgraben getrennt; dieser fehlt an der West- und der Nordseite.